# Kościół św. Antoniego Padewskiego w Suszu
Kościół Świętego Antoniego z Padwy, Doktora Kościoła (Sanktuarium Św. Antoniego z Padewy) – jeden z dwóch rzymskokatolicki kościołów parafialnych w mieście Susz, w województwie warmińsko-mazurskim. Należy do dekanatu Susz diecezji elbląskiej. Jest jednym z rejestrowanych zabytków miejscowości.

## Historia

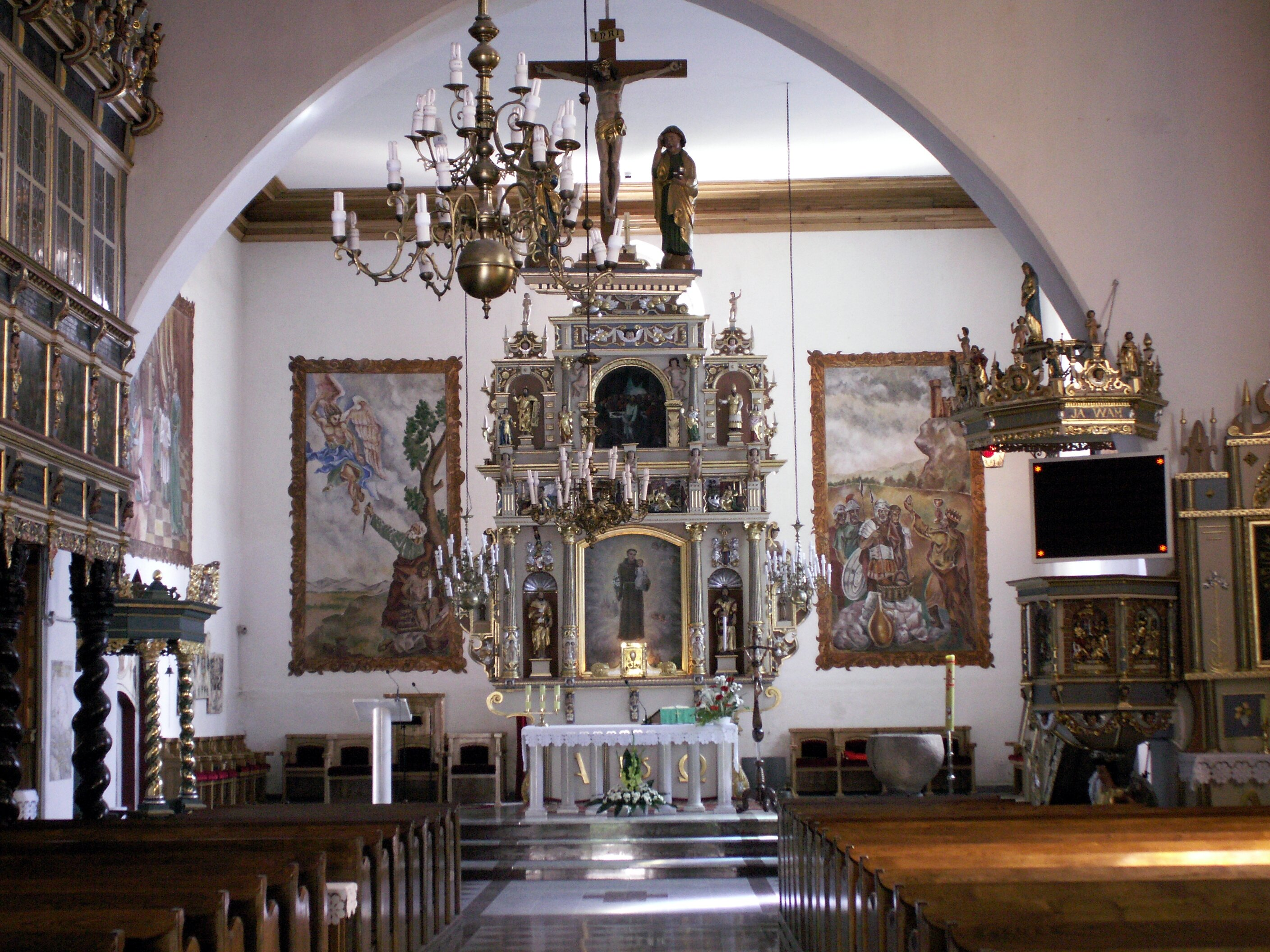
Wnętrze i ołtarz

Kościół został wybudowany zapewne w latach 1340-1350. W 1350 roku budowla została konsekrowana pod wezwaniem św. Rozalii pod przewodnictwem biskupa Arnolda. W następnych latach świątynia była wielokrotnie remontowana i przebudowywana, ok. 1600 dobudowano bogato dekorowany zachodni szczyt. Przykładowo, na początku XVII wieku między zakrystię a wieżę został dobudowany aneks pełniący rolę kruchty, z którego można wejść na empory i lożę patronacką w nawie. Podczas przebudowy dachu w 1879 roku zostały nienaruszone dwa szczyty: w stylu gotyckim nad wschodnią ścianą prezbiterium i w stylu gotycko-renesansowym ozdobiony rzędami płaskich blend – od elewacji. Od czasów reformacji do 1945 roku kościół był własnością gminy ewangelickiej. W latach 1723–1846 w każdą niedzielę były w nim wygłaszane kazania w języku polskim. Po 1945 roku przejęła go ludność napływowa wyznająca katolicyzm. Świątynia została wtedy przekazana parafii pod wezwaniem św. Rozalii (świątynia katolicka pod tym wezwaniem została wybudowana w 1905 roku). Jako patrona otrzymała wtedy św. Antoniego z Padwy. Samodzielna parafia została przy niej erygowana w 1993 roku. W 1998 roku świątynia otrzymała godność kościoła farnego, a w 2001 roku ustanowiono przy niej Sanktuarium św. Antoniego z Padwy.

## Architektura
Jest to budowla gotycka, posiadająca jedną nawę, murowana, wzniesiona z czerwonej cegły. Wybudowana została na planie prostokąta. Od strony północno-zachodniej, równolegle do nawy, jest dobudowana kwadratowa wieża dzwonnicza, ozdobiona płycinami ostrołukowymi i małymi okienkami, podobnymi do otworów strzelniczych (na początku wieża pełniła rolę obronno-obserwacyjną) oraz zakończona kopulastym hełmem, nakryta gontem. Przy wieży jest umieszczone jednokondygnacyjne pomieszczenie, posiadające sklepienie krzyżowo-żebrowe i portal ostrołukowy. Korpus nawowy jest oszkarpowany, a jego mury są ozdobione oknami witrażowymi i otynkowanymi wnękami o formie ostrołukowej. Szczyty, posiadające łagodne spływy, są udekorowane otynkowanymi wnękami, zamkniętymi łukiem odcinkowym, a także poziomymi pasami blend. Budowla jest nakryta dachem dwuspadowym złożonym z dachówek. Do szerokiego prezbiterium zamkniętego prosto na całej długości jest dostawiona zakrystia ze sklepieniem kolebkowym. Do wnętrza świątyni wchodzi się przez dwa profilowane ostrołukowe portale: główny na osi elewacji zachodniej i boczny od strony północnej. Wnętrze jest nakryte stropem drewnianym, posiadającym fasetowy sufit.
Do najstarszych zabytków świątyni należą: fresk z XIV wieku przedstawiający św. Weronikę z chustą oraz klęczącego fundatora świątyni, chrzcielnicę z XV wieku w stylu gotyckim, ołtarz główny pochodzący z 1607 roku, ambonę pochodzącą z 1604 roku, ławę pochodzącą z 1651 roku. W latach późniejszych została wykonana cenna empora ozdobiona obrazami, organy (koniec XIX wieku), płyta nagrobna (XIX wiek) oraz chorągiew Wilhelma Albrechta Schack von Wittenau. W kościele znajduje się także loża kolatorska z baldachimem będąca niegdyś w posiadaniu rodu Finckensteinów, ozdobiona scenami biblijnymi.